# Neivamyrmex pacificus
Neivamyrmex pacificus är en myrart som beskrevs av Borgmeier 1955. Neivamyrmex pacificus ingår i släktet Neivamyrmex och familjen myror. Inga underarter finns listade i Catalogue of Life.